# Kostel svatého Václava (Velká Černoc)
Kostel svatého Václava je římskokatolický farní kostel zasvěcený svatému Václavovi ve Velké Černoci v okrese Louny. Od roku 1964 je chráněn jako kulturní památka. Postaven byl v pozdně barokním slohu v letech 1783–1787 na východním okraji návsi uprostřed vesnice. Před rokem 2015 proběhla rekonstrukce střechy, věžních hodin a provizorního zajištění oken. O kostel pečuje spolek Historic Velká Černoc, který se stará zejména o údržbu varhan a plánuje celkovou obnovu hlavního oltáře.

## Stavební podoba
Jednolodní kostel s obdélným půdorysem je orientovaný k východu, kde ho uzavírá čtverhranný presbytář. Na něj v ose lodi navazuje sakristie a v protějším průčelí stojí čtverhranná věž. Všechna nároží jsou zaoblená. Fasády bez ozdob člení pouze velká kasulová a obdélná okna s kasulovým zakončením. Pouze první patro věže je zdobené lizénami. Věž je završena cibulovou střechou s lucernou. Do kostela se vstupuje obdélným portálem s trojúhelníkovým frontonem v západním průčelí věže. Kostelní loď se zrcadlovou klenbou má zkosené rohy, stěny členěné pilastry a od presbytáře ji odděluje polokruhový vítězný oblouk. V západní části stojí kruchta podklenutá širokou plackovou klenbou. Stejný typ klenby byl použit také v presbytáři.

## Zařízení
Baldachýnový barokní oltář z doby okolo roku 1735 byl do kostela přestěhován ze staroměstského kostela svatého Mikuláše. Zdobí ho vyřezávaná drapérie nesená anděly. Uprostřed je nika se sochou svatého Václava, kterou doplňují sochy svatého Petra a svatého Pavla na bočních brankách a socha Boha Otce na vrcholu. Druhý oltář zasvěcený Panně Marii pochází ze druhé čtvrtiny osmnáctého století. Sošku Panny Marie umístěnou v zasklené skříňce doplňují sochy svaté Anny a svatého Jáchyma na volutových konzolách. Ze stejného kostela jako hlavní oltář pochází také barokní kazatelna se zprohýbaným korpusem a s postavami svatého Marka a svatého Lukáše. Kromě nich ji zdobí reliéf Kázání svatého Jana Křtitele. K vybavení dále patří klasicistní varhany z roku 1802 a rokokové lavice z poloviny osmnáctého století, které pocházejí ze zrušeného karmelitánského kláštera v Blšanech.